# Georgetown megye
Georgetown megye az Amerikai Egyesült Államokban, azon belül Dél-Karolina államban található. Megyeszékhelye és legnagyobb városa Georgetown. Lakosainak száma 63 404 fő (2020. április 1.). Georgetown megye Horry, Marion, Williamsburg, Berkeley és Charleston megyékkel határos.

## Népesség
A megye népességének változása:
| Lakosok száma | 60 172 | 60 177 | 60 240 | 60 440 | 61 298 | 63 404 |
|               | 2010   | 2011   | 2012   | 2013   | 2015   | 2020   |